# Acompocoris
Acompocoris is een geslacht van wantsen uit de familie bloemwantsen (Anthocoridae). Het geslacht werd voor het eerst wetenschappelijk beschreven door Odo Reuter in 1875.

## Soorten
Het genus bevat de volgende soorten:
- Acompocoris alpinus Reuter, 1875
- Acompocoris brevirostris Kerzhner, 1979
- Acompocoris lepidus (Van Duzee, 1921)
- Acompocoris montanus Wagner, 1955
- Acompocoris pilipes Štys, 1960
- Acompocoris pygmaeus (Fallén, 1807)